# Austrotaxus spicata
Austrotaxus spicata är en barrväxtart som beskrevs av R. H. Compton. Austrotaxus spicata är ensam i släktet Austrotaxus som ingår i familjen idegransväxter. Inga underarter finns listade i Catalogue of Life.
Arten växer i centrala och nordöstra delen av Grande Terre som är huvudön i Nya Kaledonien. Den hittas i regioner som ligger 400 till 1350 meter över havet. Austrotaxus spicata är ett av de mindre träden i fuktiga skogar. Trädet växer ofta på mark som är rik på syra.
Klimatförändringar kan resultera i extrema väderförhållanden och bränder. Där trädet växer inrättades några mindre skyddszoner. På grund av ett begränsat utbredningsområde och en liten population är Austrotaxus spicata känslig för olika hot. Än så länge har beståndet inte minskat. IUCN kategoriserar arten globalt som nära hotad.